# 和歌山電視台
和歌山電視台（日语：／ Terebi Wakayama */?）是日本的一家以和歌山縣為播出地區的電視台，簡稱WTV，建立於1973年6月1日，開播于1974年4月1日。數位電視呼號為JOOM-DTV，為全國獨立放送協議會成員。目前最大股東為和歌山縣廳，佔14.4%股權。其播出的節目大部分來自東京電視台。

## 外部連結
- 首頁 （页面存档备份，存于） - 和歌山電視台（日語）
- 和歌山電視台官方的X（前Twitter）
- YouTube上的和歌山電視台【官方】頻道
- 和歌山電視台的Facebook專頁
- 和歌山電視台的Instagram帳戶
- Wakayama Telecasting （页面存档备份，存于） - TMDb